# Carousel (Plopsaland Belgium)
De Carousel was een attractie in het Belgische attractiepark Plopsaland Belgium en werd tijdens de jaren '80 geopend in het toenmalige Meli Park. De attractie was gelegen op het Kermisplein en werd verwijderd na het seizoen van 2003.
Bezoekers konden plaatsnemen op een van de 30 paardjes of op een van de twee banken die elk plaats boden aan vijf personen.
De attractie was een typisch Britse draaimolen gebouwd door Thomas Walker & Sons in 1923. De bediening bevond zich in het midden van de attractie. Op de bovenkant van de attractie waren de opschriften 'J. Shipley and Sons presents for your pleasure his old English gallopping horses suitable for young and old' geschilderd. De paardjes hadden ook elk een naam, die op de hals geschilderd was.

## Geschiedenis

### Voor Meli Park
De attractie reisde met verschillende eigenaren rond in het Verenigd Koninkrijk tussen 1923 en 1979. In 1979 kwam de molen in de handen van Meli terecht. De Carousel werd eerst in Meli Heizel te Brussel geplaatst en verhuisde later pas naar de kust in Meli Park.

### Meli Park
In Meli Park hebben er zich verschillende carrousels bevonden. Het Britse exemplaar bevond zich in het park sinds omstreeks 1984. Op parkplannen werd de attractie Paardencarrousel of Carrousel genoemd. Op het bedieningshuisje werd echter de Britse spelwijze gebruikt, Carousel met één r.  De attractie had zijn vaste plaats voor de ingang van het park, waar vandaag het Dorpsplein ligt.

### Plopsaland
Met de transformatie van Meli Park naar Plopsaland in 2000 verhuisde de Carousel naar het Kermisplein. Na het einde van het seizoen in oktober 2003 werd de attractie definitief verwijderd uit het park. De Brandweer nam de plaats in van de Carousel en er werd verderop een nieuwe Carrousel geplaatst.

### Na Plopsaland
De attractie werd terug naar een Britse kermisexploitant verkocht in maart 2004. Vandaag de dag zou de attractie in opslag zijn in Groot-Brittannië.
Afbeeldingen